# Лаваль (Изер)
Лаваль (фр. Laval) — коммуна во Франции, находится в регионе Рона — Альпы. Департамент коммуны — Изер. Входит в состав кантона Муаян Грезиводан. Округ коммуны — Гренобль.
Код INSEE коммуны — 38206. Население коммуны на 2012 год составляло 979 человек. Населённый пункт находится на высоте от 320 до 2600 метров над уровнем моря. Муниципалитет расположен на расстоянии около 490 км юго-восточнее Парижа, 105 км юго-восточнее Лиона. Мэр коммуны — Sébastien Eyraud, мандат действует на протяжении 2014—2020 гг.

## Население
Динамика населения (INSEE):